# جوانرود
جوانرود (بالفارسية: جوانرود)(بالکردیة: جوانڕۆ، Jawanro)هي مدينة تقع في إيران في البلدة المركزية. يقدر عدد سكانها بـ 43,104 نسمة .